# クロコンドル
クロコンドル（学名:Coragyps atratus）は、鳥綱タカ目コンドル科クロコンドル属に分類される鳥。本種のみでクロコンドル属を形成する。
一夫一妻制で、浮気をすると仲間のコンドルから攻撃される。

## 分布
北アメリカ大陸南部、南アメリカ大陸

## 形態
全長60cm。全身はほぼ黒色をしており、脚は白色。尾は短い。

## 生態
開けた環境に生息する。ヒメコンドルと混群を作ることが多い。
主に動物の死骸を食べるが、果実や鳥の卵も食べることがある。危険を感じると食べたものを吐き戻し、体を軽くして逃げる。
岩の割れ目や樹幹の折れた個所、建物などを巣とし、2個の卵を産む。